# Bill Elliott
William Clyde Elliott (Dawsonville, Geórgia, 8 de outubro de 1955), mais conhecido como Bill Elliott, é um piloto de automóveis estadunidense. Foi campeão da NASCAR Cup Series em 1988, vice-campeão em 1982, 1987 e 1992, terceiro em 1983 e 1984, e quarto em 1986 e 1990.
Obteve 44 vitorias e 175 top 5 em sua passagem pela maxima categoria. As mais importantes são as 500 Milhas de Daytona de 1985 e 1987, as 500 Milhas do Sul de Darlington de 1985, 1988 e 1994, as 500 Milhas de Alabama de 1985, as 400 Milhas de Brickyard de 2002, e a Corrida das Estreias da NASCAR de 1986. Correu nas equipes Elliott, Melling, Junior Johnson e Evernham, entre outros. A maior parte da sua carreira pilotou pela marca Ford, embora, nas últimas temporadas, também competiu com carros Dodge e Chevrolet.
Alem disso, detém até hoje os recordes de velocidade da Nascar, obtido em Talladega a 212,809 mph (342,483 km/h) e Daytona en 210,364 mph (338,548 km/h), ambas feitas en 1987. Desde que 1988 utilizam-se placas restritoras na entrada de ar dos automoveis para as corridas em Daytona e Talladegam, ambos registros mantem-se intatos.
Enquanto, Elliott foi vice-campeão em 1986 e 1991 da International Race of Champions, obtendo duas vitorias e 16 top 5 em 24 corridas disputadas.
O seu filho, Chase Elliott, também segue carreira na NASCAR, onde compete regularmente na divisão principal desde 2016 pela equipe Hendrick Motorsports.

## Carreira

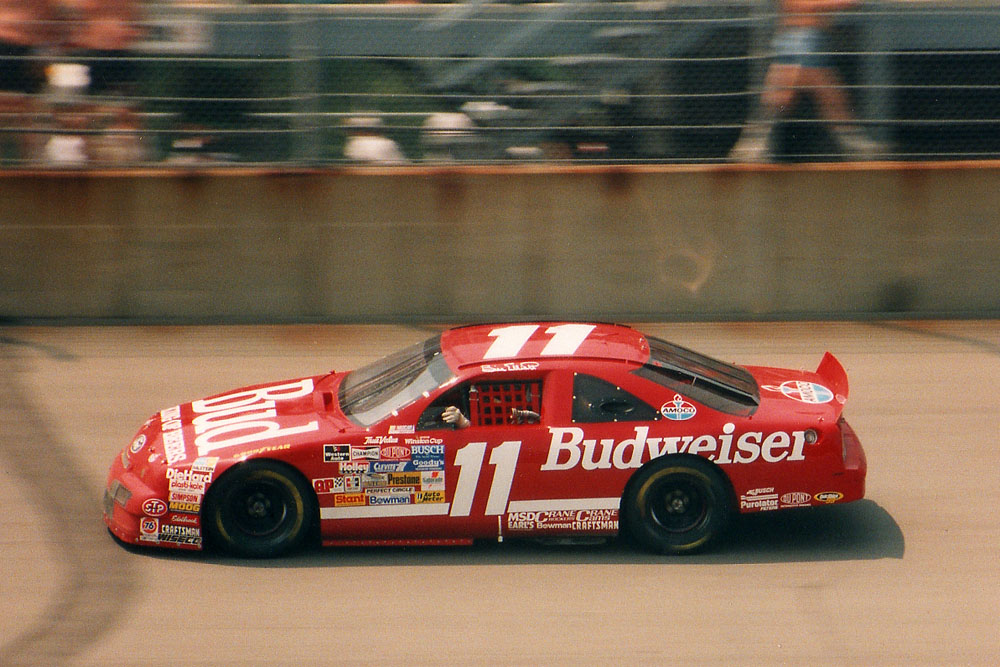
Carro de Bill Elliot na NASCAR em 1994.

Começou sua carreira na NASCAR em 1976, sua primeira vitória foi em 1983 onde terminou a temporada em terceiro lugar, ganhou as 500 Milhas de Daytona em 1985 e 1987, seu título veio em 1988, teve no total 44 vitórias, foi eleito o piloto mais popular da NASCAR por 16 vezes, encerrou sua carreira em 2012.